# رگیتوو
رگیتوو (به لهستانی:  Regietów) یک روستا در لهستان است که در گمینا اوشچیه گورلیتسکیه واقع شده‌است. رگیتوو ۱۲۰ نفر جمعیت دارد.